# Through the Past, Darkly (Big Hits Vol. 2)
Through the Past, Darkly (Big Hits Vol. 2) je druhé „best of“ album kapely The Rolling Stones. Vyšlo v roce 1969, krátce po úmrtí Briana Jonese, který předtím kapelu opustil.
I pro druhé pokračování výběru největších hitů Rolling Stones platí, že se britská a americká verze tohoto alba po obsahové stránce od sebe liší. Tentokrát to bylo dáno skutečností, že se písně Paint It, Black a Have You Seen Your Mother Baby, Standing in the Shadow? objevily již na první desce Big Hits určené pro Velkou Británii, zatímco v USA vyšly až na tomto druhém výběru. Na britské verzi proto byly nahrazeny skladbami "We Love You", psychedelicky laděným singlem, který za oceánem vyšel na albu až o tři roky později, a "Sitting on a Fence", která byla produktem krátkého flirtu skupiny s folk-rockem. Aby byla naplněna kvóta dvanácti písní na desce, byla sem zařazena také velmi zdařilá předělávka hitu Arthura Alexandera "You Better Move On", kterou Rolling Stones nahráli před pěti lety. Obecně lze říci, že britská verze tohoto alba je povedenější. Mapuje produkci skupiny od raných 60. let, kdy byl ještě v hudbě Rolling Stones velmi patrný vliv R&B, až po závěr této dekády, kdy převažoval drsný, zemitý rock.

## Seznam skladeb (Velká Británie)
Autory jsou Mick Jagger a Keith Richards, pokud není uvedeno jinak.

### Strana A
1. "Jumpin' Jack Flash" – 3:40
  - Původně vydáno jako singl v květnu 1968
2. "Mother's Little Helper" – 2:45
3. "2000 Light Years From Home" – 4:45
4. "Let's Spend the Night Together" – 3:36
  - Původně vydáno jako singl v lednu 1967
5. "You Better Move On" (Arthur Alexander) – 2:39
  - Původně vydáno v roce 1964 na EP The Rolling Stones
6. "We Love You" – 4:22
  - Původně vydáno jako singl v srpnu 1967

### Strana B
1. "Street Fighting Man" – 3:15
2. "She's A Rainbow" – 4:11
3. "Ruby Tuesday" – 3:16
  - Původně vydáno jako singl v lednu 1967
4. "Dandelion" – 3:32
  - Původně vydáno jako singl v srpnu 1967
5. "Sittin' On A Fence" – 3:02
  - Původně vydáno na alba Flowers v červenci 1967
6. "Honky Tonk Women" – 3:00
  - Původně vydáno jako singl v červenci 1969

## Seznam skladeb (Spojené státy)
1. "Paint It, Black" – 3:45
2. "Ruby Tuesday" – 3:16
3. "She's A Rainbow" – 4:11
4. "Jumpin' Jack Flash" – 3:40
5. "Mother's Little Helper" – 2:45
6. "Let's Spend the Night Together" – 3:36
7. "Honky Tonk Women" – 3:00
8. "Dandelion" – 3:32
9. "2000 Light Years From Home" – 4:45
10. "Have You Seen Your Mother, Baby, Standing In The Shadow?" – 2:34
11. "Street Fighting Man" – 3:15